# Niedensteiner Kopf

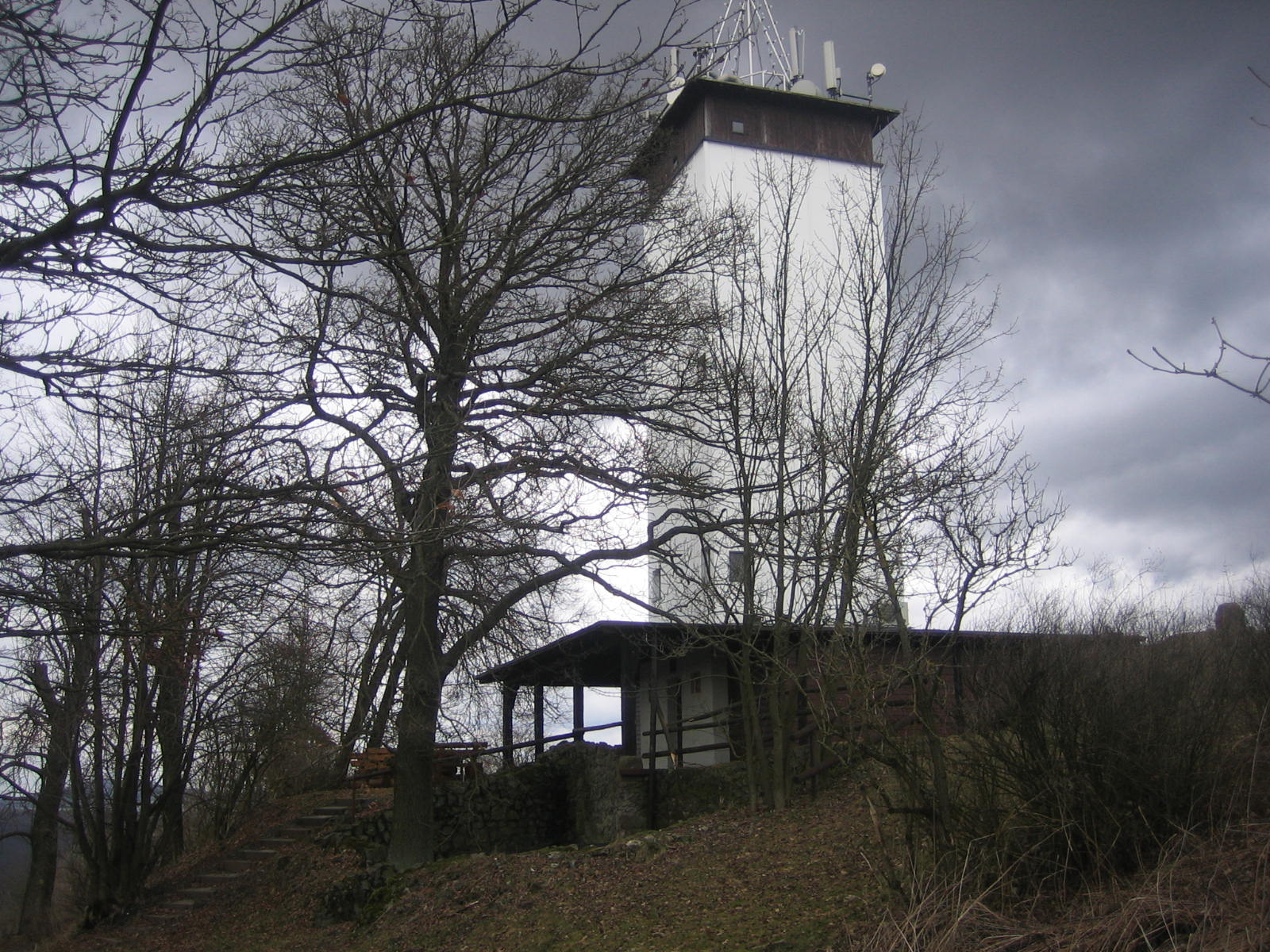
Aussichtsturm Hessenturm auf dem Niedensteiner Kopf

Der Niedensteiner Kopf im Habichtswälder Bergland ist eine 475 m ü. NHN hohe Basaltkuppe östlich der Kernstadt von Niedenstein im nordhessischen Schwalm-Eder-Kreis.
Während auf dem Berg im Mittelalter eine Burg stand, sind dort heute der Hessenturm und eine Wandergaststätte beliebte Ausflugsziele.

## Geographie

### Lage
Der Niedensteiner Kopf liegt am Südrand des Habichtswälder Berglandes und ist die südöstlichste der Hinterhabichtswälder Kuppen. Im Naturpark Habichtswald erhebt er sich als Westausläufer der Langenberge zwischen der Niedensteiner Kernstadt direkt westlich und dem Niedensteiner Stadtteil Ermetheis im Südosten. Westlich vorbei am besonders mit Fichten bewachsenen Berg fließt der Ems-Zufluss Wiehoff.

### Naturräumliche Zuordnung
Der Niedensteiner Kopf gehört in der naturräumlichen Haupteinheitengruppe Westhessisches Berg- und Senkenland (Nr. 34) und in der Haupteinheit Habichtswälder Bergland (342) zum Naturraum Hinterhabichtswälder Kuppen (342.2) und bildet dessen südsüdöstliches Ende. Die Landschaft leitet nach Osten in den Naturraum Langenberg (342.02) über. Nach Süden und Westen fällt sie in den Naturraum Fritzlarer Börde (343.23) ab, der in der Haupteinheit Westhessische Senke (343) zur Untereinheit Hessengau (343.2) zählt.

## Burggeschichte
Auf dem Berg stand im Mittelalter die wohl in den Jahren 1160 bis 1164 erbaute Burg Niedenstein. Die erste urkundliche Erwähnung ist aus dem Jahr 1254, als Konrad von Elben die Burg für die Herzogin Sophie von Brabant und deren Sohn Heinrich I. gegen die Leute des Mainzer Erzbischofs Gerhard I. von Dhaun hielt. Konrad von Elben gründete danach im Auftrage Sophies am Westhang des Burgbergs, auf ihm selbst gehörenden Gebiet der Urgemarkung Wichdorf, die neue, schon 1259 als Stadt bezeichnete Siedlung „Nydensteyne“. Die Anlage war danach offensichtlich im Besitz des Landgrafen Heinrich I. von Hessen und seiner Nachfolger und wurde mit Burgmannen und Ministerialen aus den umliegenden Ortsadel besetzt. Die Burg wurde 1387 durch Truppen des Mainzer Erzbischofes Adolf I. von Nassau erheblich verwüstet, danach nur noch teilweise restauriert und schließlich im Dreißigjährigen Krieg vollends zerstört. Der Kupferstecher Wilhelm Dilich bezeichnete schon 1608 die Burg als „längst verfallenes Schloss“. Heute sind kleine Reste der Burg nachweisbar.

## Hessenturm
Gegen Ende des 19. Jahrhunderts wurden die Hänge des Niedensteiner Kopfes mit Fichten aufgeforstet, und gegen Ende der 1920er Jahre versperrten die hoch gewachsenen Bäume die weite Aussicht vom Gipfel. Aus diesem Grunde regte 1929 der Niedensteiner Lehrer und Vorsitzende des Gebirgsvereins Niedenstein, Wilhelm Hecker, den Bau des Aussichtsturms Hessenturm auf dem zerklüfteten Gipfelplateau an. Finanziert durch Sammlungen unter den Vereinsmitgliedern und Zuschüssen von Behörden wurde im April 1931 mit dem Bau begonnen. Am 21. Juni 1931 wurde der hölzerne Turm eingeweiht. 1970 musste die Aussichtsplattform erneuert werden. Dabei wurde der Turm um eine Etage auf die heutigen 18 m erhöht, die Holzschindeln gegen Eternitschindeln ausgetauscht und der Turm schließlich am 4. Juni 1971 seiner neuen Bestimmung übergeben. 2008 wurde die Außenverkleidung gegen Aluminium-Material ausgetauscht.
Lange Zeit war der Turm nur zu Fuß erreichbar. Seit der Eröffnung einer kleinen Wandergaststätte am Turmfuß ist es jedoch möglich, mit dem Auto direkt dorthin zu gelangen. Betreiber von Turm und Gaststätte, die von Ostern bis Ende Oktober an Sonn- und Feiertagen geöffnet ist, ist der Hessisch-Waldeckische Gebirgs- und Heimatverein Niedenstein. Vom Turm geht der Blick weit über den Chattengau, im Südosten zum Heiligenberg und Alheimer, im Süden über die Waberner Ebene, Fritzlar und Homberg bis zum Knüll, im Westen zum Kellerwald und dem Waldecker Wald, im Nordwesten zum Isthaberg und Bärenberg, im Norden und Osten hingegen nur bis auf die Langenberge.

## Wandern und Wintersport
Über den Niedensteiner Kopf führt die Extratour H5 des Habichtswaldsteigs, nördlich vorbei verläuft der Ederseeweg. In der kalten Jahreszeit wird bei geeigneten Schneebedingungen auf dem Nordosthang ein Skilift des Skiclubs Ermetheis aufgestellt.